# Sharonville
Sharonville är en stad i Butler County och Hamilton County i sydvästra Ohio. Invånarantal är 13 804 (2000). Den har enligt United States Census Bureau en area på 25,5 km². 